# Xã Clayton, Quận Taylor, Iowa
Xã Clayton (tiếng Anh: Clayton Township) là một xã thuộc quận Taylor, tiểu bang Iowa, Hoa Kỳ. Năm 2010, dân số của xã này là 97 người.